# Municipio de Asunción Cacalotepec
El Municipio de Asunción Cacalotepec es uno de los 570 municipios en que se divide el estado mexicano de Oaxaca. Su cabecera municipal es el pueblo de Asunción Cacalotepec.

## Etimología
Recibe el nombre de Asunción en honor a la virgen patrona de la comunidad y Cacalotepec que significa: "lugar o cerro de cuervos", este nombre de tres palabras provenientes de la lengua Ayuuk (que significa mixes); la primera palabra es Jooky que significa "cuervo", la segunda es Kipajk: "cabeza" y Km, que denota sufijo de lugar.

## Geografía
Asunción Cacalotepec se encuentra ubicado en la Región Sierra Norte y en el Distrito de Mixe, sus límites territoriales son al norte con el municipio de Santiago Atitlán, al este con el municipio de Santa María Alotepec, al sur con el municipio de San Juan Juquila Mixes y un pequeño sector del municipio de Santa María Tepantlali , finalmente al oeste sus límites corresponden al municipio de Tamazulápam del Espíritu Santo. y al último el sector pequeño limita al sureste con el municipio de San Pedro Ocotepec
Tiene una extensión territorial de 108.45 kilómetros cuadrados que equivalen a 0.1% del territorio oaxaqueño, y a una altitud promedio de 1,600 metros sobre el nivel del mar.

### Orografía e hidrografía
La orografía del municipio es sumamente intrincada pues se encuentra completamente dentro de la Sierra Mixe, las elevaciones son numerosas, destacando el Zempoaltépetl, que alcanza 3,280 metros sobre el nivel del mar y es la tercera montaña más elevada del estado de Oaxaca; otra de las elevaciones destacadas es el cerro denominado La Malinche.
Lo accidentado y elevado del terreno en que se asienta el municipio hace que prácticamente no existan recursos hidráulicos en el territorio, las corrientes son estacionales y descienden de las altitudes hacia los valles, por tanto no existen corrientes notables; todo el territorio pertenece a la Cuenca del río Papaloapan y la Región hidrológica Papaloapan.

### Clima y ecosistemas
El clima que se registra en Asunción Cacalotepec se clasifica en dos tipos diferentes, la zona más elevada registra un clima Cálido húmedo con lluvias todo el año y la más baja un clima Cálido húmedo con abundantes lluvias en verano; la temperatura media anual se registra entre 18 y 22 °C; la precipitación promedio anual sigue el mismo patrón que los climas, la zona más elevada registra de 2,000 a 2,500 mm y la zona baja de 1,500 a 2,000 mm.

## Demografía
La población total del municipio de Asunción Cacalotepec es de 2,495 habitantes de acuerdo con los resultados del Censo de Población y Vivienda de 2010 realizado por el Instituto Nacional de Estadística y Geografía, siendo de este total, 1 206 hombres y 1 289 mujeres; por lo que su porcentaje de población masculina es de 48.1%, la tasa de crecimiento anual de la población entre 2000 y 2008 ha sido de -3.5%, el 31.0% de los habitantes son menores de 15 años de edad, mientras que 59.2% se encuentra entre 64 y 15 años de edad, la población es completamente rural, pues no existe ninguna localidad que se pueda considerar urbana; y el 99.2% de los habitantes mayores de 5 años son hablantes de alguna lengua indígena.

### Pueblos indígenas
El 99.2% de la población mayor de cinco años de edad del municipio es hablante de alguna lengua indígena, una de las proporcionas más elevadas de Oaxaca y de todo México; este porcentaje equivale a un total de 1,929 personas, 918 hombres y 1,011 mujeres; de ellos 1,426 son bilingües al español, mientras que 494 hablan únicamente la lengua indígena y 9 no especifican esa condición. 1,925 personas, prácticamente la totalidad, hablan el Idioma mixe, los otros cuatro hablantes son 1 de idioma chatino, 1 de Idioma chinanteco y 2 no especifican cuál es su lengua.

### Localidades
El total de localidades que se encuentran en el municipio de Asunción Cacalotepec son 12, y las más habitadas hasta 2010, son las siguientes:
| Localidad                | Población |
| Total Municipio          | 2 495     |
| Asunción Cacalotepec     | 791       |
| Cerro Moneda             | 546       |
| San Antonio Tlaxcaltepec | 342       |
| Zompantle                | 199       |

## Costumbres y Tradiciones
Al igual que la mayoría de las poblaciones de la zona mixe, El municipio de Asunción Cacalotepec, así como sus agencias y rancherías conservan tradiciones ancestrales. La cabecera municipal cuenta con un centro ceremonial al cual los y las habitantes acuden para pedir por el bien andar del municipio y sus agencias, por la cosecha, la salud, la familia, prosperidad, o para agradecer por lo otorgado o para cerrar ciclos.
A la dinámica de la población después de la llegada de las órdenes religiosas, se han agregado nuevas festividades en honor a diferentes vírgenes o santos, siendo las más importantes: Primer Viernes de Cuaresma entre febrero y marzo, La fiesta de la Virgen de la Asunción en el mes de agosto, San Mateo en septiembre, Fieles Difuntos en noviembre, Santa Cecilia a Finales de noviembre.
En las diferentes festividades se acostumbre a servir el plato tradicional que consiste en un caldo de res y guajolote, acompañado de tamal de masa, o tamal de frijol, café y pan.
Todas las festividades grandes son acompañadas de la banda filarmónica o banda de viento de la comunidad.

## Política
El municipio de Asunción Cacalotepec es uno de los 424 municipios oaxaqueños en regir su gobierno por Sistemas Normativos Internos , mediante el cual la elección y el funcionamiento de las autoridades municipales no se apega a los sistemas políticos vigentes en el resto del estado y el país, sino a las tradiciones ancestrales de los habitantes de la región, apegándose a su cultura; la máxima autoridad del municipio es la Asamblea Comunal está conformada únicamente por habitantes del municipio, sin participación de personas ajenas o partidos políticos, el Consejo Comunal está integrado por habitantes que por actividades o participación se distinguen en la comunidad, es el encargado de convocar a la Asamblea Comunal y presentar ante ella los temas sobre los que habrá de deliberar y en su caso decidir. La Asamblea Comunal es la encargada de elegir al Presidente Municipal, que es el encargado de coordinar las acciones del gobierno municipal, además de ser el representante de los intereses del municipio hacia el resto del estado. Existen además las Autoridades Comunales, encargadas de administrar la propiedad comunal y los Mayores de Vara, encargados de la seguridad pública.

### Subdivisión administrativa
El municipio se divide en siete agencias de policía, aunque únicamente tres ha sido oficialmente creadas por el Congreso de Oaxaca, siendo éstas Cerro Moneda, San Antonio Tlaxcaltepec y Zompantle; existen otras cuatro que funcionan sin estar sancionadas legalmente y son Aguatlán, Casa Grande, Campo México y Orilla del Llano.

### Representación legislativa
Para la elección de diputados locales al Congreso de Oaxaca y de diputados federales a la Cámara de Diputados federal, Asunción Cacalotepec se encuentra integrado en los siguientes distritos electorales:
Local:
- XX Distrito Electoral Local de Oaxaca con cabecera en Tamazulapam del Espíritu Santo.

Federal:
- IV Distrito Electoral Federal de Oaxaca con cabecera en Tlacolula de Matamoros.[16]